# Mor Ndiaye
Mor Ndiaye (ur. 22 listopada 2000 w Thiès) – senegalski piłkarz, grający na pozycji defensywnego pomocnika w polskim klubie Pogoń Szczecin. Zwycięzca Młodzieżowej Ligi Mistrzów UEFA 2018/2019.

## Kariera klubowa
Ndiaye swoją karierę rozpoczął w klubie Africa Foot, w którym grał do 2018 roku.

### FC Porto
Latem 2018 roku przeniósł się do portugalskiego FC Porto. W drużynie do lat 19, zadebiutował 13 marca 2019, w rozgrywkach Ligi Młodzieżowej UEFA w meczu przeciwko Tottenhamowi Hotspur. W barwach młodzieżowej drużyny Porto rozegrał łącznie 4 spotkania. Ostatnie 29 kwietnia 2019 roku przeciwko Chelsea Londyn, w finale Młodzieżowej Ligi Mistrzów 2018/2019.
W drugiej drużynie Porto, która swoje mecze rozgrywa w Liga Portugal 2 zadebiutował 11 sierpnia 2019 w przegranym 2-0 meczu przeciwko Sportingowi Covilhã. W brawach FC Porto B rozegrał łącznie 82 spotkania, strzelając 8 bramek.

### GD Estoril Praia
Latem 2022 roku przeniósł się do greckiego GD Estoril Praia. W greckiej drużynie zadebiutował 6 sierpnia 2022 roku, w wygranym 2:0 meczu przeciwko FC Famalicão. W barwach drużyny z Estoril rozegrał w sumie 42 spotkania i nie strzelił żadnej bramki. Ostatnie spotkanie rozegrał w ramach Superleague Ellada 31 sierpnia 2024 roku.

### GS Kallithea
We wrześniu 2024 przeniósł się do greckiego GS Kallithea. W ateńskim klubie zadebiutował 14 września 2024 roku w zremisowanym meczu przeciwko PAS Lamia, w rozgrywkach Superleague Ellada. W barwach greckiej drużyny rozegrał łącznie 26 spotkań i strzelił jedną bramkę. Ostatni mecz w drużynie z Aten rozegrał 22 maja 2025 roku w ramach Play Off-ów Superleague Ellada, przeciwko PAS Lamia.

### Pogoń Szczecin
23 czerwca Ndiaye przeniósł się do Pogoni Szczecin. W sezonie 2025/2026 będzie występował z numerem 19.

## Sukcesy

### FC Porto
- Liga Młodzieżowa UEFA (2018/2019)[10]